# Аргентина в Першій світовій війні

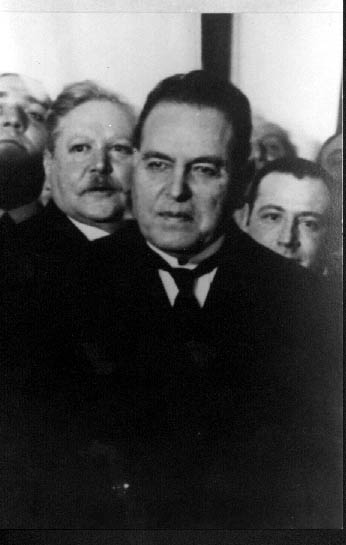
Аргентинський президент Іполіто Ірігойєн, який утримав країну від вступу у війну

Аргентина в період Першої світової війни дотримувалася нейтралітету. Цьому сприяли кілька факторів. По-перше, віддаленість країни від основних місць бойових дій, по-друге, політика нейтралітету — з часів закінчення «братовбивчої» Парагвайської війни країна не брала участі в якихось широкомасштабних бойових діях. За роки війни Аргентина з боржника перетворилася на кредитора.

## Передісторія
Аргентина початку XX століття була однією з передових у багатьох відносинах країн американського континенту, що різко виділяло її на загальному латиноамериканському фоні. Цей період в історії країни ознаменувався бурхливим розвитком економіки, що перетворило її на одного з найбільших у світі виробників сільськогосподарської продукції, що у свою чергу спровокувало швидке зростання населення країни, а також розвиток народної освіти та культури. Аргентина входила до першої десятки країн світу з найвищим доходом на душу населення  . Ще в 70-80-х роках ХІХ століття країна вступила у фазу промислового перевороту. Політичний устрій являв собою так званий режим «елітарної демократії» (1880-1916), початок якого поклали такі видні діячі Аргентини, як Сарм'єнто і Авельянеда.
10 лютого 1912 року було прийнято закон про загальне виборче право при таємному голосуванні; це була одна з найважливіших політичних реформ, що будь-коли проводилися в країні.
На міжнародному рівні Аргентина мала авторитет, особливо серед країн Латинської Америки, після зусиль аргентинських дипломатів у венесуельському конфлікті з європейськими державами, внаслідок чого з'явилася доктрина Драго. Відносини з головним економічним та політичним партнером – Великою Британією, досягли такого рівня, що Аргентину того періоду називають "п'ятим британським домініоном".

## Перша світова війна

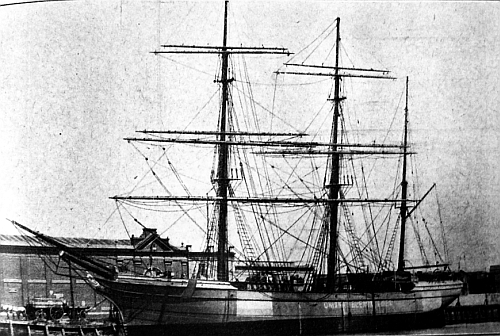
Аргентинський вітрильник «Оріана», потоплений 6 червня 1917 німецьким підводним човном.

Після сараївського вбивства та липневої кризи вибухнула Перша світова війна. 4 серпня 1914 Аргентина проголосила політику дотримання суворого нейтралітету . На самому початку війни, до закінчення терміну своїх повноважень, помер президент Роке Саенс Пенья, автор компромісного закону 8871, що примирив політичні сили країни. Його наступник Вікторіно де ла Пласа продовжив політику нейтралітету. А обрання на посаду президента Аргентини Іполіто Ірігойєна лише зміцнило цю позицію. Ірігойєн, глава аргентинських лібералів (Цивільний радикальний союз), зумів утримати країну від втручання в конфлікт, незважаючи на низку інцидентів.
«Аргентинська нація не буде об'єднуватися ні з ким проти будь-кого, вона житиме у мирі з усіма для блага всіх»— Іполіто Іріґоєн
На початку війни німецькі війська влаштували в бельгійському містечку Дінан масову різню, у ході якої розстріляли аргентинського віце-консула, громадянини Франції Ремі Хіммера. Уряд Вікторіно де ла Пласи зам'яв скандал, побоюючись бути втягнутим у конфлікт.
В 1914 Німеччина проголосила необмежену підводну війну і, в 1915 два аргентинських судна були торпедовані і потоплені підводними човнами кайзерліхмаріне. Виникла загроза вступу країни у війну. Німеччина погодилася на відшкодування збитків та дала гарантії на ненапад на аргентинські судна.
У 1915 році стався ще один серйозний інцидент, але тепер уже з Британією. 28 листопада англійський військовий корабель затримав судно «Пресиденте Мітре» під аргентинським прапором, власники та екіпаж якого були аргентинцями німецького походження. Міністр закордонних справ Аргентини Хосе Луїс Муратур висловив протест англійському уряду, відповідь на яку надійшла 21 грудня. Британці заявили, що залишають за собою право на арешт будь-якого аргентинського судна за подібних обставин. Депутат Естаніслао Себальйос, вважаючи британську відповідь принизливою, зажадав відставки Муратура. Судно і вантаж було повернуто за кілька місяців.
У вересні 1917 року в США було опубліковано повідомлення німецького посла Карла фон Люксбурга, в якому рекомендувалося потопити, «не залишаючи слідів…», два аргентинські судна — «Оран» і «Гуасу», які мали намір увійти до зони дії німецьких субмарин . Обурені цим обидві палати Конгресу Аргентини абсолютною більшістю проголосували за розрив дипломатичних відносин з Берліном. Іполіто Ірігойєн, що став на той час господарем «Рожевого дому», не затвердив це рішення і обмежився висилкою німецького посла з країни. У скандалі виявилася замішана нейтральна Швеція, дипломатичний зв'язок якої Люксбург використав для пересилання своїх шифрувань.

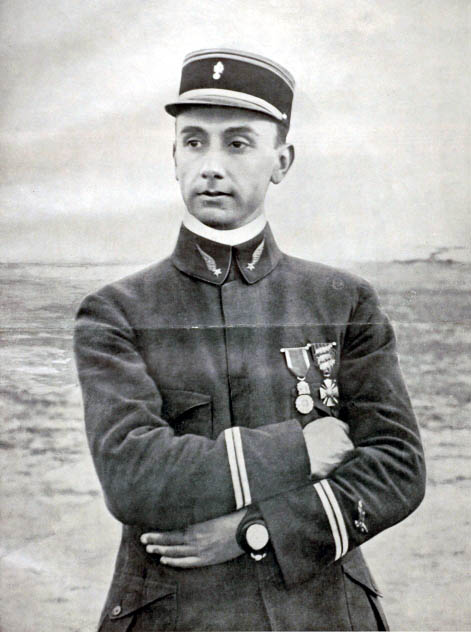
Аргентинський льотчик Вісенте Альмандос Альмонасид, який воював у французькій ескадрильї.

Навесні і влітку 1917 німецькі субмарини потопили ще кілька аргентинських судів, в тому числі «Монте-Протехідо». Під сильним внутрішнім та зовнішнім тиском Ірігойєн і тут підтвердив продовження дотримання нейтралітету. Це спричинило вибух обурення в аргентинському суспільстві . Відбулися пікети біля німецьких установ країни, погроми приміщень німецьких фірм.
Оголосити війну Німеччині вимагали уряди Британії та США. Аналогічну заяву зробила Франція, якій напередодні Буенос-Айрес дав позику 100 мільйонів песо.
Восени 1917 року сусідній Уругвай розірвав дипломатичні відносини з Берліном. Уряд Бразилії повідомив про можливе озброєне вторгнення німецьких колоністів з південних штатів  Санта-Катаріна і Ріу-Гранді-ду-Сул. Не маючи достатніх сил для відображення можливого нападу, Монтевідео звернувся за допомогою до Аргентини. Ірігойєн, у відповідь на звернення міністра закордонних справ Бальтасара Брума, пообіцяв, що у разі вторгнення, аргентинська армія перейде Ріо-де-Ла-Плату для захисту Уругваю .
Аргентинскі добровольці брали участь у бойових діях по обидва боки фронту. Найбільш відомі — Шарль Леска, Хуан Карулья, Вісенте Альмандос Альмонасід, Томас Трейлл, Олександр Бек та інші.
В 1915 Аргентиною було інтерновано кілька німецьких судів: 18 січня — «Патагонія», 26 лютого — «Хольгер». Після Фолклендського бою до Аргентини прийшло і було інтерноване (23 лютого) судно «Зейдліц» зі складу Східно-Азійської крейсерської ескадри.

## Наслідки
Уряд Іполіто Ірігойєна зумів відстояти національний суверенітет Аргентини. Ірігойєн засудив Першу світову війну і Версальську систему, хоча і піддавався нападкам внутрішніх пробританських сил. У той самий час це принесло йому популярність аргентинського народу.
Війна призвела до послаблення економічних відносин Буенос-Айреса з Лондоном, що стало стимулом внутрішнього розвитку Аргентини і початком економічного проникнення північноамериканського капіталу. Ще 1913 року у країні налічувалося 49 тисяч підприємств, а роки Першої світової їх кількість збільшилося. Країна перетворилася на найбільшого у світі експортера м'яса. За 1914-1920 роки золотий запас Аргентини виріс у два рази.
Марсело Торкуато де Альвеар і Ро́муло Нао́н  публічно називали Ірігойєна германофілом. Ним слідували США, зацікавлені в ослабленні позицій Аргентини на американському континенті. Біограф Ірігойєна писав, що «жодна людина в історії країни не була такою улюбленою і в той же час такою ненависною, як президент Ірігойєн». Проте здатність об'єднати народ заради загальнонаціональних інтересів дала привід деяким дослідникам називати його «аргентинським Ганді».
За потоплені в роки війни судна Німеччина погодилася виплатити компенсації, про що у 1921 році на борту броненосця «Ганновер» послом Аргентини в Німеччині Луїсом Моліною та міністром закордонних справ Веймарської республіки Вальтером Сімонсом було підписано договір.